# Джуса (село)
Джуса (каз. Жоса) — упразднённое село в Мартукском районе Актюбинской области Казахстана. Ликвидировано в 2012 г. Входило в состав Карачаевского сельского округа. Код КАТО — 154645200.

## Население
В 1999 году население села составляло 22 человека (14 мужчин и 8 женщин). По данным переписи 2009 года, в селе проживало 16 человек (11 мужчин и 5 женщин).